# 산본마쓰구치역
산본마쓰구치역(일본어: 三本松口駅)은 일본 돗토리현 요나고시에 위치한 서일본 여객철도 사카이 선의 철도역이다. 단선 승강장 1면 1선의 구조를 갖춘 지상역이다.

## 역 주변
- 돗토리 은행
- 산인 합동 은행
- 돗토리 신용금고

## 역사
- 1987년 11월 1일 : 사카이 선의 고토 역 - 가와사키구치 역 간에 신설 개업. 사카이 선 내에 같이 소속된 후지미초 역 · 미사키구치 역 · 다카마쓰초 역 · 바바사키초 역과 함께 같은 해 4월 JR 서일본 발족 이후 첫 신설역이다.

## 인접 역
| 서일본 여객철도 사카이 선 | 서일본 여객철도 사카이 선 | 서일본 여객철도 사카이 선      |
| ------------------------- | ------------------------- | ------------------------------ |
| 고토 요나고 방면          | ■ 사카이 선               | 가와사키구치 사카이미나토 방면 |